# Sameer Jawdat
Sameer Ahmad Jawdat (* 8. Oktober 1965) ist ein saudi-arabischer Bogenschütze.
Jawdat, 1,79 m groß und 75 kg schwer, nahm an den Olympischen Spielen 1988 in Seoul teil, wo er als bester von zwei Teilnehmern seines Landes den 82. Platz belegte.